# Vida Ágnes
Vida Ágnes Anna (Magyarország, Budapest, 1977. április 22. –) magyar pszichológus.

## Rövid életrajza
Általános és középiskoláit Budapesten végezte. Zenei gimnáziumba járt, zenei pályára készült, majd szolfézstanári diplomát szerzett. Pszichológia és pedagógia szakos egyetemi tanulmányait az ELTE-n, valamint Németországban és az Egyesült Államokban végezte. Szakmai gyakorlatot a Lipótmezőn és a Rókus Kórházban szerzett, 2005-től tanácsadó pszichológusként dolgozik. Gyermeknevelésről, várandósságról szóló blogját naponta átlagosan tízezren olvassák. 3 könyve jelent meg magyar nyelven, Babapszichológia és Anyapszichológia könyve egyaránt bestseller lett, Álomba Ringató Praktikák c. könyvét szlovák és német nyelven is kiadták. Jelenleg előadásokat, tréningeket tart, tanácsadóként dolgozik. Munkája mellett 2008 óta a Gazdagmami.hu blogon segít a vállalkozást indító anyukáknak vállalkozói és marketing ismeretekkel. Házasságából 2 fia született.

## Hitvallása
„A valódi, őszinte út az egyetlen, amin érdemes járni. Az egyetlen, amin valódi eredményeket érhetsz el. Suskus nélkül, megalkuvás nélkül, magyarázkodás nélkül. Elvárások, megfelelési kényszer nélkül. Őszintén magaddal és másokkal.”

## Elismerések
- 2013 - Amerikai Kereskedelmi Kamara Női Kiválósági Díj Döntőse díj
- 2014 - PWA Az Év Női Menedzsere Díj
- 2014 - European Enterprise Promotion Awards Nagydíj (Európai Unió) [1]
- 2015 - Az 50 legbefolyásosabb magyar nő (Forbes)
- 2016 - Az 50 legbefolyásosabb magyar nő (Forbes)[2]
- 2016 - A 3. legbefolyásosabb magyar nő - Üzleti élet (Observer)[3]

## Könyvei
- 2008 – Álomba Ringató Praktikák[4]
- 2011 – Babapszichológia[2]
- 2012 – Üzletanyu Születik
- 2014 – Anyapszichológia[2]
- 2024 - Gyerekek és kütyük ; CorLeonis Kiadó
- Békés dackorszak; Kismamablog, Gyál, 2014
- Békében magaddal. Önismereti tréning 2.0; Kismamablog, Gyál, 2015
- Egyéniség születik; Kismamablog, Gyál, 2015
- Igazi szülésfelkészítő; Kismamablog, Gyál, 2015

## Filmek
- 2015 Lámpagyújtogatók